# Бава Батра
Бава Батра, также Баба Батра, арам. בבא בתרא, bava bathra, букв. «последние ворота», — трактат в Мишне, Тосефте, Вавилонском и Иерусалимском Талмуде, третий в разделе Незикин («Ущербы»). Трактат посвящён вопросам обязанностей и прав человека как владельца собственности. Вавилонская гемара («Бавли») к трактату «Бава Батра» чрезвычайно развёрнута — 176 листов, самый большой трактат Талмуда.

## Название трактата
Название трактата «последние ворота» означает то, что он является последней (третьей) частью изначально существовавшего трактата Мишны «Незикин» («Ущербы»), посвящённого еврейскому гражданскому праву. Этот трактат был разбит на три части (евр. «баба»; «бава») для удобства изучения, вследствие своего большого объёма.

## Предмет рассмотрения
В отличие от двух первых частей трактата «Незикин», трактат «Бава Батра» почти не основывается на тексте закона Моисея, а представляет собой кодификацию еврейских правовых обычаев. Исключение — законы о наследстве, которые приводятся в Торе в связи с двумя эпизодами с участием дочерей Салпаада: Чис. 27:1—10, 36:1—12 и выражаются в следующем:

Если кто умрет, не имея у себя сына, то передавайте удел его дочери его; если же нет у него дочери, передавайте удел его братьям его; если же нет у него братьев, отдайте удел его братьям отца его; если же нет братьев отца его, отдайте удел его близкому его родственнику из поколения его, чтоб он наследовал его.
— Чис. 27:8—11
Также:

Если у кого будут две жены — одна любимая, а другая нелюбимая, и как любимая, [так] и нелюбимая родят ему сыновей, и первенцем будет сын нелюбимой, то, при разделе сыновьям своим имения своего, он не может сыну жены любимой дать первенство пред первородным сыном нелюбимой; но первенцем должен признать сына нелюбимой [и] дать ему двойную часть из всего, что у него найдется, ибо он есть начаток силы его, ему [принадлежит] право первородства.
— Втор. 21:15—17
Кроме этого, в трактате рассматривается вопрос о точности измерений:

Не делайте неправды в суде, в мере, в весе и в измерении: да будут у вас весы верные, гири верные, ефа верная и гин верный.
— Лев. 19:35, 36

## Содержание
Трактат «Бава Батра» в Мишне содержит 10 глав и 86 параграфов.
Глава первая посвящена вопросам совместного владения: порядок раздела совместной собственности, строительство перегородок, участие в общегородских расходах.
Глава вторая касается правил общежития. Запрещено, например, открывать пекарню, красильню или хлев под чужой житницей. Запрещено беспокоить соседей шумом, но при этом шум кузнечного молота, мельницы или детей в школе не считаются помехой.
Глава третья посвящена правам владельца недвижимости. Здесь описывается принцип законного владения недвижимостью — «хазака» (חזקה). Согласно этому принципу, если кто-то пользовался недвижимостью в течение трёх лет, и за это время никто не оспорил его право пользования, то он становится законным владельцем этой недвижимости, приобрёл на неё «хазаку».
Глава четвёртая описывает обычаи, касающиеся продажи недвижимости.
Глава пятая определяет порядок продажи различных объектов — транспортных средств, скота, деревьев и т. д. Рассматриваются вопросы, связанные с точностью измерения и взвешивания.
Глава шестая рассматривает вопросы о надлежащем качестве продаваемого товара; приводятся правила устройства домов, дорог и гробниц. Во времена Мишны иудеи хоронили своих близких в пещерах или искусственных гротах, причем каждое родовое семейство могло иметь отдельный грот. Усопших хоронили в выкопанных проемах в стенах внутри грота.
Глава седьмая определяет порядок межевания при продаже земли.
Глава восьмая описывает порядок наследования.
Глава девятая посвящена вопросам раздела наследства при нескольких наследниках.
Глава десятая описывает порядок оформления документов. Как и многие другие трактаты Мишны, этот трактат завершается любопытным прецедентом, связанным с вопросом об ответственности поручителя.

## Затрагиваемые темы
- Бавли, 3б содержит постановление о том, что старую синагогу нельзя сносить раньше, чем построена новая. Царь Ирод проигнорировал это правило и разрушил старый храм до постройки нового. Далее приводится ещё несколько примеров злодейств Ирода.
- Бавли, 10а: Турн Руф спросил Рабби Акиву: «Если ваш Бог друг бедных, то отчего он не дает им столько, чтобы они могли жить в довольстве?» Акива ответил: «Дабы у нас был случай творить добро». Есть десять могущественных вещей; и они побеждаются более сильными вещами: гора железом, железо — огнём, огонь — водой; вода переносится облаками; они рассеиваются ветром; ветру противостоит человек; человека сокрушает страх; страх изгоняется вином; вино побеждается сном; смерть тяжелее всего этого, и всё же Цдака (благотворительность) спасает от смерти.
- Бавли, 14б содержит список книг Библии и их авторов. Порядок следования книг в трактате отличен от последующей традиции.
- Бавли, 21а описывает порядок школьного обучения.
- Тосефта, 2:17 описывает обычаи, установленные в воспоминание о разрушенном Иерусалиме и Иерусалимском храме: человек должен оставить в своём доме небольшое место неоштукатуренным, при приготовлении к трапезе часть стола остаётся пустой, женщина не должна надевать всех своих украшений сразу. В Бавли, 60б содержится история об установлении этих обычаев.
- Бавли, 73б и далее содержит серию чудесных рассказов о Рабба бар бар Хана[англ.], легенды о левиафане и о чудесах, имеющих произойти во дни Мессии.
- Бавли, 121а рассказывает историю праздника 15 Ава.
- В мишне 10:1 описывается особая форма документа — складной акт (מקושר), в котором каждая написанная строка загибается, и на закрывающей её части листа с обратной стороны её подписывают три свидетеля, в результате получается прошитая насквозь «гармошка». В Бавли ведётся обсуждение о том, для чего он мог быть нужен. Предполагается, например, что эта форма, требующая для составления весьма продолжительного времени, была введена для составления акта о разводе между чересчур нетерпеливыми и взволнованными супругами — чтобы дать им время одуматься (Бавли, 160б).
- Трактат завершается замечанием рабби Ишмаэля о пользе изучения гражданского права: «кто желает сделаться мудрым, пусть занимается гражданским правом; ибо нет отрасли в законе выше его: оно подобно неиссякаемому источнику»[1].